# Токмаков, Иван Фёдорович (историк)
Ива́н Фёдорович Токмако́в (27 августа (8 сентября) 1856, Санкт-Петербург — ок. 1923) — писатель-археограф, краевед, автор множества публикаций по истории городов, сёл и церквей России, библиограф.

## Биография
Потомственный дворянин. Известно, что его отец окончил Санкт-Петербургский технологический институт и в период 1876—1894 годов служил в должности рязанского губернского механика; умер 8 мая 1895 года.
И. Ф. Токмаков в 1872 году окончил московское учебное заведение второго разряда Э. В. Беркова. В 1874 году стал помощником библиотекаря (сверх штата) Московского главного архива Министерства иностранных дел (МГАМИД). Он «деятельно участвовал в перевозке и устройстве архива и его библиотеки» — в это время архив и его библиотека с богатой портретной галереей перевозилась в новое специально оборудованное для неё, место на Воздвиженке (дом № 3). В 1877—1900 годах он «состоял делопроизводителем  и библиотекарем»; в 1902 году вышел в отставку «по болезни». За это время он получил: в 1879 году чин коллежского регистратора, в 1883 — губернского секретаря, в 1886 — коллежского асессора.
Известность в научных кругах ему принесло издание тематических каталогов МГАМИД; в 1879 году появилась его брошюра «Обозрение библиотеки Московского главного архива Министерства иностранных дел» и следом за ней ряд каталогов, составленные Токмаковым, с историческими предисловиями и библиографическими примечаниями — в том числе каталог так называемого Московского отдела, созданного в 1874 году в одном из залов библиотеки и содержавший всё, что имелось о столице в архиве. Опубликованный в XV выпуске «Известий Московской городской думы» «каталог рукописям, относящимся до Москвы, Московской губернии, их церквей и монастырей» Был замечен даже зарубежной прессой: брюссельский журнал «Nord», лондонская газета «The Academy» и др. В VIII выпуске «Летописи занятий Археографической комиссии» был опубликован «Хронологический каталог славяно-русских книг церковной печати с 1517 по 1821 год», который, как отмечали современники, отличался более полной библиографической системой, чем каталоги В. С. Сопикова и П. М. Строева. В 1880 году отдельной брошюрой был опубликован тиражом 200 экземпляров «Библиотеки Московского главного архива Министерства иностранных дел каталог книгам, относящимся до Москвы, Московской губернии, их церквей и монастырей с XVI столетия». В этом же году появились 8 выпусков «Указателя материалов для изучения истории, археологии, этнографии и статистики Москвы с её достопримечательностями», в котором большую часть занимал раздел «Опыт российской библиографии о Москве с 1703 по 1880 годы».
В 1879—1882 годах сотрудничал с журналом «Российская библиография».
С января 1889 года Токмаков стал издавать серию трудов, посвящённых достопамятностям Москвы и Московской губернии. Первая серия — «Сборники материалов для VIII Археологического съезда в Москве» — состоял из 9 выпусков (I—IV напечатаны в 1889, V—IX — в 1890; первые восемь — в Москве, последний — в Пскове).
Ещё одна серия трудов Токмакова — «Старая и новая Москва», которая выходила в течение 6 лет: 1890—1895 годы (29 выпусков). Как правило, они имели единое оформление, но название серии указывалось редко. Брошюры серии — в основном краткие историко-археологические и статистические очерки или описания православных храмов Москвы и Подмосковья.
В 1895 году был опубликован «Список главных начальников Москвы со времени перенесения царского пребывания в С.-Петербург. 1710—1895.» — от князя Фёдора Юрьевича Ромодановского до великого князя Сергея Александровича. В 1896 году — «Историческое описание всех коронаций российских царей, императоров и императриц». Несколько исследований было посвящено подмосковным городам и сёлам.
Был почётным и действительным членом во многих губернских статистических комитетах и архивных комиссиях; московском обществе распространения технических знаний, московском юридическом обществе. Занимался составлением историко-статистических описаний городов, сёл, монастырей, церквей. Все его работы носят историко-статистический, археологический или библиографический характер. Благодаря ему до нас дошли очень многие интересные факты прошлого из истории различных населённых пунктов России. В 1903 году, в приложении к книге «Историко-статистическое описание города Коврова (Владимирской губернии) с уездом» он написал о себе: «Занимаюсь в течение двадцати девяти лет (с 1874 г.) составлением историко-статистических описаний: городов, сёл, монастырей и церквей в России, издал за означенный трудовой период жизни 128 описаний. Из них — 58 книг и брошюр историко-статистического, археологического, библиографического характера».
И. Ф. Токмаков был награждён орденами Св. Анны 3-й степени, Св. Станислава 3-й степени, черногорского ордена князя Даниила 4-й степени, орденом румынской короны 3-й степени.
Современники неоднократно упрекали его в плагиате и компиляции опубликованных им произведений. Уже в 1883 году Токмаков издал первый перечень своих трудов: «Историко-археографические и библиографические работы И. Ф. Токмакова» — книга, имевшая явно рекламный характер, поскольку содержала цену каждой книги и указывался адрес автора: «4-я Мещанская (Мещанская, Выползовский (Выползов) переулок, дом Токмаковой»; в 1885—1886 гг. он жил в Кречетниковском переулке, в доме Козменко; в 1888—1889 гг. — Сивцев-Вражек, дом Милютина, квартира 5; в 1902 году указывался адрес — «за Зыковым, у Академического вала, близ Депо Виндавской ж.д., дом Анны Андреевны Ярцевой». В рекламных листках книг Токмакова указывались и другие адреса автора, по которым принималась подписка на сочинения: Новинский бульвар, дом генерала Шанявского, квартира 8 и Плющиха, дом Жукова, квартира 2 — в 1890 г.; Пименовская улица, дом Теорина, квартира 3 и Божедомский переулок — в 1894—1896 гг. Кроме подписки на свои сочинения, И. Ф. Токмаков принимал заказы на составление библиографии и «фотографирование гражданских и церковных зданий, древних икон, планов, чертежей и портретов» (с 1895); «доставление справок: по техническим и сельскохозяйственным вопросам и обо всех изобретениях в России и за границей, по гражданскому и церковному землевладению и вообще всевозможные справки и необходимые разъяснения» по законодательству (с 1899).
И. Ф. Токмакова зачастую путают с его полным тёзкой, известным промышленником и меценатом, дочь которого Елена Ивановна Токмакова, была замужем за философом и священником С. Н. Булгаковым, и которому тот посвятил свою работу «Народное хозяйство и религиозная личность» (1909).

## Публикации
- 1875 Самая ранняя из обнаруженных исследователями творчества И. Ф. Токмакова публикаций — в газете «Современные известия» (№ 216) — была посвящена способам хранения рукописей и книг.
- 1877 «Московские ассоциации и их деятельность»
- 1877 «Бабий городок в Москве (народные предания)»
- 1879 «Россия. Министерство иностранных дел. Московский главный архив. Библиотека. Каталог рукописям по юриспруденции с XII по XIX столетие библиотеки Московского главного архива Министерства иностранных дел». Составил И. Ф. Токмаков, библиотекарь Архива, действительный член обществ: Московского юридического, Любителей духовного просвещения и распространения технических знаний, Учён. отд. М.1879. (Приложение к журналу Юридический вестник, 1879.-№ 3)
- 1879 Библиотеки Московского главного архива Министерства иностранных дел. Каталог книгам по юриспруденции с 1500 по 1879 год. — М: Тип. А. Мамонтова и Ко, 1879. — 57 с.
- 1880 Указатель материалов для изучения истории, археологии, этнографии и статистики Москвы с её достопримечательностями (как то: монастырями, церквами, урочищами и проч.) — Вып. 1-8. — М.: тип. М. П. Щепкина и К°
- 1883 Историческия сведения о церкви св. Филиппа митрополита в Москве. — М.: Тип. Л. Ф. Снегирева, 1883. — 28 с.
- 1885 «Материалы для истории русской и иностранной библиографии в связи с книжной торговлей» (вып. I).
- 1886 «Материалы для истории русской и иностранной библиографии в связи с книжной торговлей» (вып. II).
- 1888 Историко-статистическое описание города Мглина Черниговской губернии в связи с церковно-археологическим обзором священных достопамятностей этого края со времени первоначального его заселения. С прил. историч. очерка местечка Почепа. — Киев: Тип. Д. С. Повальского.
- 1888 «Сказания о построении Храма во имя нерукотворенного образа в Вологде, на реке Усмеже, на Красном Бору в 1641 году»
- 1888 «Историческое и археологическое описание церкви во имя Ржевской иконы пречистой Богородицы, что у Пречистенских ворот в Москве»
- 1888 Историческое и археологическое описание церкви Успения Пресвятыя Богородицы, что в Кожевниках, в Москве.
- 1889 Историческое и археологическое описание Покровского девичьего монастыря, в городе Суздале (Владимирской губернии)… — М.: «Русская» типо-лит.
- 1890 Краткий историко-археологический очерк церкви Свв. Афанасия и Кирилла Александрийских Патриархов, что на Сивцевом Вражке, в Москве — М.: Губ. тип.
- 1891 Историко-археологическое описание церкви св. Живоначальныя Троицы, что в Больших Лужниках, в Москве - М.: Губернская тип.
- 1892 Краткое историко-археологическое описание Церкви в честь положения ризы Господней на Донской улице, в Москве - М.: Губернская тип.
- 1892 Историко-археологическое описание церкви св. Николая Чудотворца, что в Пыжах, на Ордынке, в Москве - М.: Губернская тип.
- 1892 «Историко-археологические сведения о церквах села Лампожня, Мезенского уезда, Архангельской губернии, с приложением повести о явлении чудотворного образа св. троицы в Мезенской области». — Архангельск
- 1892—1896 Историческое и археологическое описание Московского ставропигиального первоклассного Симонова монастыря. — Изд. знач. испр. и доп. по первоисточникам и главнейшим пособиям. Вып. 1—2. — М.: тип. О-ва распространения полез. кн., 1892—1896.
- 1893 «Историко-статистическое и археологическое описание города Дмитрова (Московской губ.) с уездом и святынями» в 2 частях.(часть II)
- 1893 «Историко-археологическое описание церкви св. Пимена Великаго, что в Старых Воротниках, близ Садовой, в Москве»
- 1893 «Историко-археологическое описание церкви св. Николая чудотворца, что на Знаменке в Москве»
- 1894 «Историко-статистический и археологический очерк города Великого Устюга с уездом»
- 1894 «Историко-археологическое описание церкви Воскресения Христова, что в Гончарах, в Москве»
- 1894 Сборник исторических материалов о Китайской стене в Москве, в связи с обзором владений, примыкавших и примыкающих к стене Китай-города, а равно и находящихся в районе означенной местности. — СПб.: Губ. тип., 1894. — 68 с. — (Старая и новая Москва: Год 5-й; Вып. 2 (21))
- 1895 «Историко-археологическое описание церкви святителя Николая чудотворца, что в Гнездниках, близ Тверской улицы, в Москве»
- 1895 «Суздаль, уездный город Владимирской губернии»
- 1895 «Историко-статистическое и археологическое описание церкви во имя преподобнаго Сергия Радонежскаго чудотворца, что в Пушкарях, в Москве, и ея прихода»
- 1896 «Историческое описание всех коронаций российских царей, императоров и императриц»
- 1896 «О священном короновании русских царей»
- 1896 «Альбом портретов коронованных великих князей и царей, императоров и императриц благословенного царственного в России дома»
- 1897 «Московский Страстной девичий монастырь»
- 1897 «Краткий исторический очерк о Таврическом архиерейском доме в губ. гор. Симферополе»
- 1897 «Историко-статистическое и археологическое описание Корнилиево-Комельского Введенского мужского монастыря (Вологодской губ., Грязовецкого уезда). с приложением краткого историко-медико-топографического очерка Корнилиево-Комельских минеральных лечебных источников»
- 1898 «Историко-статистическое и археологическое описание села Всехсвятского, Московской губернии и уезда»
- 1998 «Историко-статистическое и археологическое описание церкви во имя святых апостолов Петра и Павла, что в Лефортове, в Москве, и ее прихода»
- 1899 «Историко-статистическое и археологическое описание города Богородска с уездом и святынями»
- 1899 «Краткий исторический очерк Ущельской пустыни (Мезенского уезда, Архангельской губернии)»
- 1899 «Историко-статистическое и археологическое описание города Верхотурья с уездом (Пермской губернии), в связи с историческим сказанием о житии св. праведного Симеона Верхотурского чудотворца, с приложением свидетельств о благодатных знамениях, явленных им страждущему человечеству и краткой истории Верхотурского Николаевского монастыря»
- 1900 «Город Богучар Воронежской губернии и его уезд»
- 1901 «Историко-статистическое описание города Егорьевска с уездом»
- 1901 «Историко-статистическое описание села Писцово»
- 1902 «Историко-статистическое описание села Болобонова (Курмышского уезда, Симбирской губ.)»
- 1905 «Историко-статистическое и археологическое описание заштатного города Воскресенска (Звенигородского уезда, Московской губ.) и его окрестностей: Нового Иерусалима, сел: Ильинского-Городища, Никулина и сельца Лучинского»
- 1905 «Историко-статистическое и археологическое описание села Павшина Московской губ. и уезда»
- 1913 «Историческое и археологическое описание Покровскаго девичьяго монастыря, в городе Суздале (Владимирской губернии) в связи с житием преподобной чудотворицы Софии (в мире великой княгини Соломонии) и царицы инокини Елены (в мире Евдокии Феодоровны Лопухиной)»